# Barbro Fleege
Barbro Ragnhild Hildegard Fleege, född 27 februari 1923 i Göteborg, död 9 december 2009 i Täby, var en svensk skådespelare.
Fleege debuterade 1943 i Hampe Faustmans Sonja och kom att medverka i totalt tio filmer fram till och med 1951. Hon var därefter anställd vid utrikesdepartementet i Stockholm.
Fleege var dotter till redaktör Ragnar Fleege (1884–1941). Hon är gravsatt i minneslunden på Täby södra begravningsplats.

## Filmografi
- 1943 – Sonja
- 1944 – Klockan på Rönneberga
- 1944 – Som folk är mest
- 1947 – Jag älskar dig, Karlsson!
- 1948 – Janne Vängmans bravader
- 1949 – Sjösalavår
- 1949 – Kvinnan som försvann
- 1949 – Janne Vängman på nya äventyr
- 1949 – Boman får snurren
- 1951 – Leva på "Hoppet"

## Teater

### Roller (ej komplett)
| År   | Roll                    | Produktion                                        | Regi             | Teater            |
| ---- | ----------------------- | ------------------------------------------------- | ---------------- | ----------------- |
| 1944 |                         | En midsommarnattsdröm William Shakespeare         | Sandro Malmquist | Malmö stadsteater |
| 1944 |                         | Vår unge Jean de Létraz                           | Anders Frithiof  | Malmö stadsteater |
| 1945 | Lise, Ragueneaus hustru | Cyrano de Bergerac Edmond Rostand                 | Sandro Malmquist | Malmö Stadsteater |
| 1945 |                         | Det var en gång Holger Drachmann                  | Arne Lydén       | Malmö stadsteater |
| 1946 |                         | Sankta Johanna George Bernard Shaw                | Sandro Malmquist | Malmö Stadsteater |
| 1946 |                         | Lyckan kommer Alf Henrikson                       | Sam Besekow      | Malmö stadsteater |
| 1946 |                         | Tolvskillingsoperan Bertolt Brecht och Kurt Weill | Sandro Malmquist | Malmö stadsteater |
| 1947 | Lise                    | Cyrano de Bergerac Edmond Rostand                 | Sandro Malmquist | Oscarsteatern     |